# オリンパス ペンF

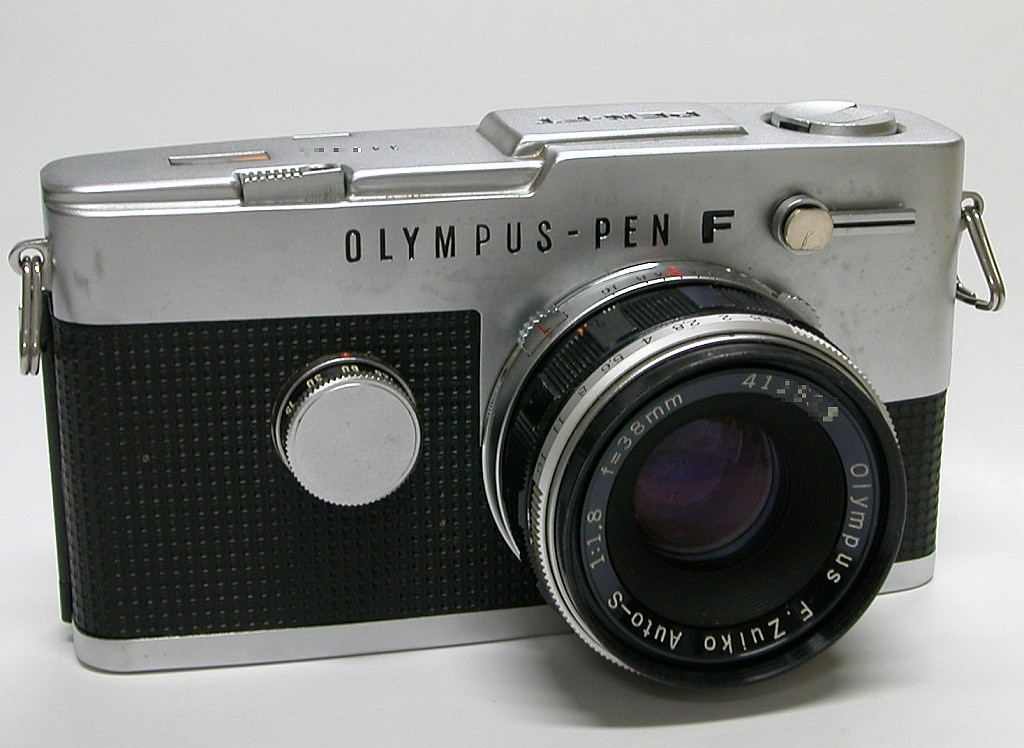
ペンFT

ペンFは、オリンパス（映像事業部）が1963年に発売した世界初のハーフ判レンズ交換式一眼レフカメラである。本項目は、その後シリーズ化された後継機種も記述する。

## 開発の経緯と特徴
1961年ごろからハーフサイズカメラのオリンパス・ペンの成功を受けて、オリンパス社内ではかつて例のないハーフ判の一眼レフができないかと期待が高まってきた。その少し前から構想を練っていたペン・シリーズの設計者・米谷美久は、ハーフ判の画面が縦長になることからフランジバックを短くできるように、通常は上にはねあげるミラーを横に開閉する形式の設計を考え、それに合わせてペンタプリズムを使わずポロプリズムで画像を導くファインダーを導入する着想を得た。
チタンを利用したロータリー式のフォーカルプレーンシャッターを開発するなどして、ペンFは1963年5月に発売にこぎつけた。このシャッターは最高速度1/500秒まで画面が全開して露光するため、通常FP級フラッシュバルブを用いなければならないような日中の撮影でも、全シャッター速度でエレクトロニックフラッシュが同調する特徴がある。ファインダー倍率を高めるために接眼用のルーペレンズを眼から離す必要が生じるため、ファインダー像が全部で4回反射するうちの第3反射面をミラーとして、第4反射面の間にルーペを置いて設計した。ペンFTではこの第3反射面をハーフミラーとして、その背後にTTL露出計を置くこととした。これらの機能的な必然性によって、通常の一眼レフカメラなら頂部に配置されるペンタプリズムの突出がなく、レンズがカメラ中央から右手側にオフセットした、ユニークなデザインが実現されるに至った。

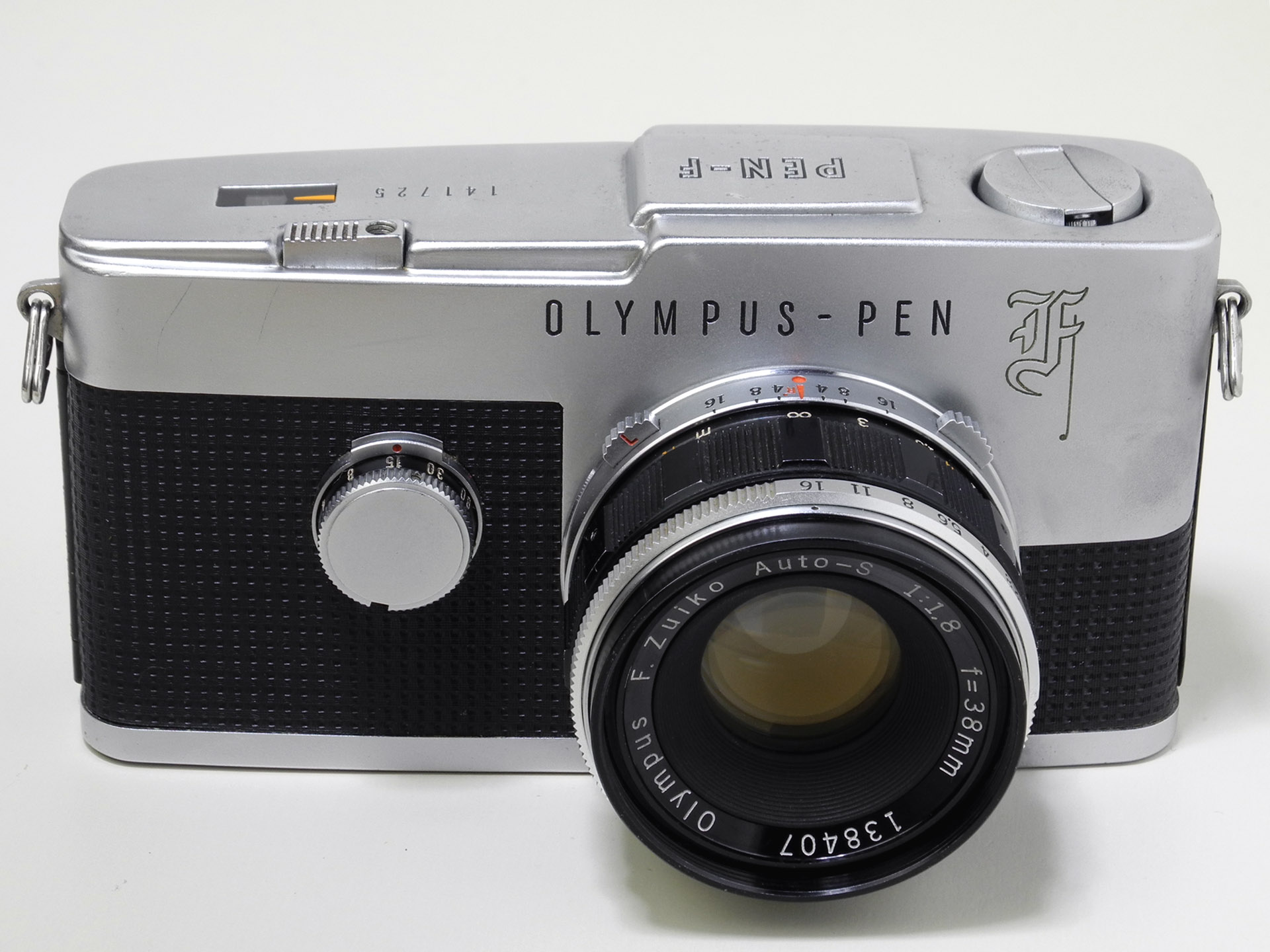
ペンF

## 機種
- ペンF（1963年5月発売） - 世界初のハーフ判一眼レフカメラ。後のFTではセルフタイマーレバーがつけられる場所に花文字のFが刻まれている。二回巻き上げ。フォーカシングスクリーンは全面マット。アクセサリーシューは標準では取り付けられておらず、ファインダーアイピース基部に上から差込むアクセサリーとして別売された。このアクセサリーシューはいわゆるホットシューと異なり接点を有しておらず、そのため別途ボディ側面上部にシンクロコードを接続するためのコネクタが設けられている。内蔵露出計を有しないペンF及びペンFVでは、シャッター速度ダイヤルの基部に、オプションのCdS式露出計を取付けるためのバヨネットが設けられている。
- ペンFT（1966年発売） - CdSによるTTL露出計とセルフタイマー内蔵。露出計はフィルム感度・シャッター速度・測光値に基づきファインダー内に表示されたTTLナンバーを、レンズに刻まれた数字[4]と手動で合わせる形式で、開放測光を実現するとともに、レンズごとに異なる、開放時と絞り込み時の特性の補正なども行なった[5]。フィルム感度の設定はシャッター速度調節ダイヤルを手前に引きながら回転させて行う。一回巻き上げに改良されている。焦点調節の便を図るため全面マットのフォーカシングスクリーンの中心部にマイクロプリズムが設けられた。シンクロコード接続用コネクタの基部にシンクロのタイミングをX接点とM接点に切替えるスイッチが設けられている。他の機種はX接点のみでありスイッチは無い。
- ペンFV - ペンFTからTTL露出計を省略したモデル。胃カメラ・顕微鏡撮影用にFVをベースにフォーカシングスクリーンを透過式とし、セルフタイマーを省略したモデル (medical use) も発売されている。

## ペンFシステムの交換レンズ
レンズは専用マウント。
| 種類   | レンズ名            | 焦点距離・F値 | 35mm判換算焦点距離 | 画角   | 群-枚 | TTLNo. | FNo.   | 最短撮影距離 | フィルター径 | 重量  |
| 広角   | GズイコーAUTO W     | 20mm F3.5     | 28mm               | 73°    | 6-7   | 0-4    | 3.5-16 | 0.2m         | 43mm         | 145g  |
| 広角   | EズイコーAUTO W     | 25mm F4       | 35mm               | 62°    | 5-5   | 0-4    | 4-16   | 0.25m        | 43mm         | 120g  |
| 広角   | GズイコーAUTO W     | 25mm F2.8     | 35mm               | 62°    | 5-7   | 0-5    | 2.8-16 | 0.25m        | 43mm         | 160g  |
| 標準   | FズイコーAUTO S     | 38mm F1.8     | 55mm               | 43°    | 5-6   | 0-6    | 1.8-16 | 0.35m        | 43mm         | 135g  |
| 標準   | GズイコーAUTO S     | 40mm F1.4     | 58mm               | 41°    | 6-7   | 0-6    | 1.4-16 | 0.35m        | 43mm         | 165g  |
| 標準   | HズイコーAUTO S     | 42mm F1.2     | 60mm               | 39°    | 6-8   | 0-6    | 1.2-16 | 0.35m        | 49mm         | 255g  |
| 望遠   | GズイコーAUTO T     | 60mm F1.5     | 85mm               | 28°    | 5-7   | 0-6    | 1.5-16 | 0.8m         | 49mm         | 270g  |
| 望遠   | FズイコーAUTO T     | 70mm F2       | 100mm              | 24°    | 5-6   | 0.5-7  | 2-22   | 0.8m         | 43mm         | 230g  |
| 望遠   | EズイコーAUTO T     | 100mm F3.5    | 140mm              | 17°    | 4-5   | 1-6    | 3.5-22 | 1.5m         | 43mm         | 250g  |
| 望遠   | EズイコーAUTO T     | 150mm F4      | 210mm              | 12°    | 4-5   | 1-5    | 4-22   | 1.7m         | 49mm         | 380g  |
| 超望遠 | EズイコーT          | 250mm F5      | 360mm              | 7°     | 3-5   | 1-6    | 5-32   | 3.5m         | 58mm         | 800g  |
| 超望遠 | EズイコーT          | 400mm F6.3    | 570mm              | 4°     | 4-5   | 1-5    | 6.3-32 | 5m           | 72mm         | 1750g |
| 超望遠 | ズイコーミラーT     | 800mm F8      | 1150mm             | 2°     | 4-5   | -      | 8      | 16m          | 25.5mm       | 2400g |
| ズーム | ズイコーAUTOズーム  | 50-90mm F3.5  | 70-130mm           | 34-19° | 8-10  | 0.5-4  | 3.5-16 | 1.5m         | 49mm         | 420g  |
| ズーム | ズイコーズーム      | 100-200mm F5  | 140-280mm          | 17-9°  | 9-12  | 1-6    | 5-32   | 1.7m         | 49mm         | 700g  |
| その他 | EズイコーAUTO S     | 38mm F2.8     | 55mm               | 43°    | 4-5   | 0-5    | 2.8-16 | 0.8m         | 43mm         | 70g   |
| その他 | DズイコーAUTO S     | 38mm F2.8     | 55mm               | 43°    | 3-4   | 0-5    | 2.8-16 | 0.35m        | 43mm         | 125g  |
| その他 | EズイコーAUTOマクロ | 38mm F3.5     | 55mm               | 43°    | 4-5   | 0-4    | 3.5-16 | 0.156m       | 43mm         | 200g  |

出典-

## ペンFシステムのアクセサリ
- マウントアダプター - フランジバックが短いため、アダプターを介して装着すれば、手動絞りにはなるが各社のレンズを撮影可能である。オリンパスではOMシステム発売後にOMマウントの交換レンズをペンFに使用するためのOMマウントアダプターが用意された他、他社製品でもキヤノンFDマウント、エクサクタマウント、M42マウント、ミノルタMDマウント、ニコンFマウント用などが用意された[8]。